# Bibliografia de Stephen King
O que se segue é uma lista completa dos livros publicados por Stephen King, um escritor americano de terror contemporâneo, suspense, ficção científica, e fantasia. Seus livros venderam mais de 350 milhões de cópias, e muitos deles foram adaptados para o cinema, televisão e quadrinhos. King já publicou 62 livros, incluindo sete sob o pseudônimo de Richard Bachman, além de 12 coletâneas de contos e cinco livros de não-ficção. Ele escreveu aproximadamente 200 contos, dos quais a maioria foi compilada em livros de contos. A maioria de suas histórias é situada em seu estado natal, o Maine.

### Livros
| Título                                                                                            | Data de publicação      | Páginas | Notas                                                                                                  |
| ------------------------------------------------------------------------------------------------- | ----------------------- | ------- | --- |
| Carrie (Carrie, a estranha/Carrie)                                                                | 5 de abril de 1974      | 199     | |
| Salem's Lot (Salem'/A Hora do Vampiro)                                                            | 17 de outubro de 1975   | 439     | Nomeado ao World Fantasy Award, 1976                                                                   |
| The Shining (O Iluminado/A Luz)                                                                   | 28 de janeiro de 1977   | 447     | Nomeado ao Locus Award, 1978                                                                           |
| Rage (Fúria)                                                                                      | 13 de setembro de 1977  | 211     | Sob o pseudónimo de Richard Bachman                                                                    |
| The Stand (A Dança da Morte/The Standː A Dança da Morte)                                          | Setembro de 1978        | 823     | Edição original Nomeado ao World Fantasy e Locus Award, 1979                                           |
| The Long Walk (A Longa Marcha)                                                                    | Julho de 1979           | 384     | Sob o pseudónimo de Richard Bachman                                                                    |
| The Dead Zone (A Zona Morta/Zona da Morte)                                                        | Agosto de 1979          | 428     | Nomeado ao Locus Award, 1980                                                                           |
| Firestarter (A Incendiária)                                                                       | 29 de setembro de 1980  | 426     | Nomeado ao British Fantasy e Locus Award, 1981                                                         |
| Roadwork (A Auto Estrada)                                                                         | Março de 1981           | 274     | Sob o pseudónimo de Richard Bachman                                                                    |
| Cujo (Cujo/Cão Raivoso)                                                                           | 8 de setembro de 1981   | 319     | Ganhador do British Fantasy Award, 1982 Nomeado ao Locus Award, 1982                                   |
| The Running Man (O Concorrente)                                                                   | Maio de 1982            | 219     | Sob o pseudónimo de Richard Bachman                                                                    |
| The Dark Tower: The Gunslinger (A Torre Negra: o Pistoleiro)                                      | 10 de junho de 1982     | 224     | |
| Christine (Christine)                                                                             | April 29, 1983          | 526     | Nomeado ao Locus Award, 1984                                                                           |
| Pet Sematary (O Cemitério/Samitério de Animais)                                                   | 14 de novembro de 1983  | 374     | Nomeado ao World Fantasy e Locus Award, 1984                                                           |
| Cycle of the Werewolf (A Hora do Lobisomem)                                                       | Novembro de 1983        | 127     | Ilustração de Bernie Wrightson                                                                         |
| The Talisman (O Talismã)                                                                          | 8 de novembro de 1984   | 646     | Escrito com Peter Straub Nomeado ao World Fantasy e Locus Awards, 1985                                 |
| Thinner (A Maldição do Cigano/A Maldição)                                                         | 19 de novembro de 1984  | 309     | Sob o pseudónimo de Richard Bachman                                                                    |
| It (It: a Coisa)                                                                                  | 15 de setembro de 1986  | 1138    | Ganhador do British Fantasy Award, 1987; Nomeado ao Locus e World Fantasy Awards, 1987                 |
| The Eyes of the Dragon (Os Olhos do Dragão)                                                       | 2 de fevereiro de 1987  | 326     | |
| The Dark Tower II: The Drawing of the Three (A Torre Negra: A Escolha dos Três)                   | Maio de 1987            | 400     | Nomeado ao Locus Award, 1988                                                                           |
| Misery (Angústia/Misery)                                                                          | 8 de junho de 1987      | 310     | Ganhador do Bram Stoker Award, 1987; Nomeado ao World Fantasy Award, 1988                              |
| The Tommyknockers (Os Estranhos)                                                                  | 10 de novembro de 1987  | 558     | Nomeado ao Locus Award, 1988                                                                           |
| The Dark Half (A Metade Negra/A Metade Sombria)                                                   | 20 de outubro de 1989   | 431     | Nomeado ao Locus Award, 1990                                                                           |
| The Dark Tower III: The Waste Lands (A Torre Negra: As Terras Devastadas)                         | Agosto de 1991          | 512     | Nomeado ao Bram Stoker e Locus Award, 1991                                                             |
| Needful Things (Trocas Macabras)                                                                  | Outubro de 1991         | 690     | Nomeado ao Bram Stoker e Locus Award, 1991                                                             |
| Gerald's Game (Jogo Perigoso)                                                                     | Maio de 1992            | 352     | |
| Dolores Claiborne (Eclipse Total/Dolores Claiborne)                                               | Novembro de 1992        | 305     | Nomeado ao Locus Award, 1993                                                                           |
| Insomnia (Insonia/Insónia)                                                                        | 15 de setembro de 1994  | 787     | Nomeado ao Bram Stoker e Locus Award, 1994                                                             |
| Rose Madder (O Retrato de Rose Madder)                                                            | Junho de 1995           | 420     | Nomeado ao Locus Award, 1996                                                                           |
| The Green Mile (À Espera de um Milagre)                                                           | Março–Agosto de 1996    | 400     | Ganhador do Bram Stoker Award, 1996 Nomeado ao Locus Award, 1997                                       |
| Desperation (Desespero)                                                                           | 24 de setembro de 1996  | 704     | Romance duplo de The Regulators Ganhador do Locus Award, 1997                                          |
| The Regulators (Os Justiceiros)                                                                   | 24 de setembro de 1996  | 480     | Sob o pseudónimo de Richard Bachman, romance duplo de Desperation                                      |
| The Dark Tower IV: Wizard and Glass (A Torre Negra: Mago e vidro)                                 | 4 de novembro de 1997   | 787     | Nomeado ao Locus Award, 1998                                                                           |
| Bag of Bones (Saco de Ossos)                                                                      | 22 de setembro de 1998  | 529     | Ganhador do Bram Stoker Award, 1998; Ganhador do British Fantasy e Locus Award, 1999                   |
| The Girl Who Loved Tom Gordon (A Garota que adorava Tom Gordon/A Rapariga Que Adorava Tom Gordon) | 6 de abril de 1999      | 224     | |
| Dreamcatcher (O Apanhador de Sonhos)                                                              | 20 de março de 2001     | 620     | |
| Black House (A Casa Negra)                                                                        | 15 de setembro de 2001  | 625     | Precedido por The Talisman Escrito com Peter Straub Nomeado ao Bram Stoker e Locus Award, 2001         |
| From a Buick 8 (Buick 8)                                                                          | 24 de setembro de 2002  | 368     | Nomeado ao Bram Stoker Award, 2002                                                                     |
| The Dark Tower V: Wolves of the Calla (A Torre Negra: Lobos de Calla)                             | 4 de novembro de 2003   | 714     | Nomeado ao Bram Stoker Award, 2003; Nomeado ao Locus Award, 2004                                       |
| The Dark Tower VI: Song of Susannah (A Torre Negra: A Canção de Susannah)                         | 8 de junho de 2004      | 432     | Nomeado ao Locus Award, 2005                                                                           |
| The Dark Tower VII: The Dark Tower (A Torre Negra: A Torre Negra)                                 | 21 de setembro de 2004  | 845     | Ganhador do British Fantasy Award, 2005 Nomeado ao Bram Stoker Award, 2004                             |
| The Colorado Kid (O Rapaz do Colorado)                                                            | 4 de outubro de 2005    | 184     | |
| Cell (Celular/ Cellː Chamada Para a Morte)                                                        | 24 de janeiro de 2006   | 351     | |
| Lisey's Story (LOVE: a História de Lisey/A História de Lisey)                                     | 24 de outubro de 2006   | 528     | Ganhador do Bram Stoker Award, 2006; Nomeado ao World Fantasy e Locus Award, 2007                      |
| Blaze                                                                                             | 12 de junho de 2007     | 304     | Sob o pseudónimo de Richard Bachman                                                                    |
| Duma Key (A Maldição)                                                                             | 22 de janeiro de 2008   | 607     | Ganhador do Bram Stoker Award, 2008                                                                    |
| Under the Dome (Sob a Redoma/A Cúpula)                                                            | 10 de novembro de 2009  | 1074    | Nomeado ao British Fantasy e Locus Award, 2010                                                         |
| 11/22/63 (Novembro de 63/22.11.63)                                                                | 8 de novembro de 2011   | 849     | Nomeado ao British Fantasy, Locus e World Fantasy Awards, 2012                                         |
| The Dark Tower: The Wind Through the Keyhole (A Torre Negra: O Vento pela Fechadura)              | 21 de fevereiro de 2012 | 336     | Oitavo romance da série A Torre Negra, mas cronologicamente ambientado entre o quarto e quinto volume. |
| Joyland (Joyland/Bem-vindos a Joyland)                                                            | 4 de junho de 2013      | 288     | |
| Doctor Sleep (Doutor Sono)                                                                        | 24 de setembro de 2013  | 531     | Precedido por The Shining Ganhador do Bram Stoker Award 2013                                           |
| Mr. Mercedes (Sr. Mercedes)                                                                       | 3 de junho de 2014      | 436     | Primeiro romance da Trilogia Bill Hodges Ganhador do Edgar Award 2014                                  |
| Revival (Despertar)                                                                               | 11 de novembro de 2014  | 403     | |
| Finders Keepers (Achados e Perdidos/Perdido e Achado)                                             | 2 de junho de 2015      | 434     | Segundo romance da Trilogia Bill Hodges                                                                |
| End of Watch (O Último Turno/Fim de Turno)                                                        | 7 de junho de 2016      | 496     | Terceiro romance da Trilogia Bill Hodges                                                               |
| Gwendy's Button Box (A Pequena Caixa de Gwendy)                                                   | 16 de maio de 2017      | 175     | Escrito com Richard Chizmar                                                                            |
| Sleeping Beauties (Belas Adormecidas)                                                             | 26 de setembro de 2017  | 702     | Escrito com Owen King                                                                                  |
| The Outsider (O Intruso)                                                                          | 22 de maio de 2018      | 576     | |
| Elevation (Ascensão/Elevação)                                                                     | 30 de outubro de 2018   | 144     | |
| The Institute (O Instituto)                                                                       | 10 de setembro de 2019  | 576     | |
| Later (Depois)                                                                                    | 2 de março de 2021      | 190     | |
| Billy Summers                                                                                     | 3 de agosto de 2021     | 528     | |
| Gwendy's Final Task (A Tarefa Final de Gwendy)                                                    | 15 de fevereiro de 2022 | 412     | Escrito com Richard Chizmar                                                                            |
| Fairy Tale (Conto de Fadas)                                                                       | 06 de setembro de 2022  | 606     | |
| Holly                                                                                             | 05 de setembro de 2023  | 464     | |
| Never Flinch                                                                                      | 27 de maio de 2025      | 480     | |

### Livros de contos
| Títulos                                                          | Data de publicação     | Páginas | Notas                                                                       |
| ---------------------------------------------------------------- | ---------------------- | ------- | --------------------------------------------------------------------------- |
| Night Shift (Sombras da Noite)                                   | Fevereiro de 1978      | 336     | Nomeado ao World Fantasy e Locus Award, 1979                                |
| Different Seasons (Quatro Estações)                              | 27 de agosto de 1982   | 527     | Nomeado ao World Fantasy e Locus Award, 1983                                |
| Skeleton Crew (Tripulação de Esqueletos)                         | 21 de junho de 1985    | 512     | Ganhador do Locus Award, 1986 Nomeado ao World Fantasy Award, 1986          |
| The Bachman Books (Os Livros de Bachman)                         | 4 de outubro de 1985   | 692     |                                                                             |
| Four Past Midnight (Depois da Meia-noite)                        | Setembro de 1990       | 763     | Ganhador do Bram Stoker Award, 1990 Nomeado ao Locus Award, 1991            |
| Nightmares & Dreamscapes (Pesadelos e Paisagens Noturnas I e II) | 29 de setembro de 1993 | 816     | Nomeado ao Bram Stoker e Locus Award, 1993                                  |
| Hearts in Atlantis (Corações em Atlântida)                       | 14 de setembro de 1999 | 528     | Nomeado ao Bram Stoker, British Fantasy, Locus e World Fantasy Award, 2000  |
| Everything's Eventual (Tudo é Eventual)                          | 19 de março de 2002    | 464     | Nomeado ao Bram Stoker, British Fantasy e Locus Award, 2002                 |
| Just After Sunset (Ao Cair da Noite)                             | 11 de novembro de 2008 | 367     | Ganhador do Bram Stoker Award, 2008 Nomeado ao British Fantasy Award, 2009  |
| Full Dark, No Stars (Escuridão Total sem Estrelas)               | 9 de novembro de 2010  | 368     | Ganhador do Bram Stoker Award, 2010 Ganhador do British Fantasy Award, 2011 |
| The Bazaar of Bad Dreams (O Bazar dos Sonhos Ruins)              | 3 de novembro de 2015  | 512     |                                                                             |
| If It Bleeds (Com Sangue)                                        | 21 de abril de 2020    | 448     |                                                                             |
| You Like It Darker                                               | 21 de maio de 2024     | 672     |                                                                             |

### Não-ficção
| Título                                            | Data de publicação    | Páginas | Notas                                       |
| ------------------------------------------------- | --------------------- | ------- | ------------------------------------------- |
| Danse Macabre                                     | 20 de abril de 1981   | 400     | Ganhador do Prémio Hugo e Locus Award, 1982 |
| Nightmares in the Sky                             | Novembro de 1988      | 128     | Com imagens de f-stop Fitzgerald            |
| Sobre a escrita - a arte em memórias (On Writing) | 3 de outubro de 2000  | 288     | Ganhador do Bram Stoker e Locus Award, 2000 |
| Secret Windows                                    | Outubro de 2000       | 433     |                                             |
| Faithful                                          | 2 de dezembro de 2004 | 432     | Escrito com Stewart O'Nan                   |

### Livros digitais
| Título              | Data de publicação      | Coletado em                     | Notas                              |
| ------------------- | ----------------------- | ------------------------------- | ---------------------------------- |
| Riding the Bullet   | 14 de março de 2000     | Everything's Eventual (2002)    | Nomeado ao Bram Stoker Award, 2000 |
| The Plant           | Dezembro de 2000        |                                 | Inacabado                          |
| Ur                  | 12 de fevereiro de 2009 | The Bazaar of Bad Dreams (2015) |                                    |
| Mile 81             | 1 de setembro de 2011   | The Bazaar of Bad Dreams (2015) |                                    |
| A Face in the Crowd | 21 de agosto de 2012    | Não coletado                    | Escrito com Stewart O'Nan          |

### Outros
| Título                                                       | Data de publicação    | Páginas | Notas                                                       |
| ------------------------------------------------------------ | --------------------- | ------- | ----------------------------------------------------------- |
| Creepshow                                                    | Julho de 1982         | 64      | Ilustração de Bernie Wrightson                              |
| The Stand: The Complete & Uncut Edition                      | Maio de 1990          | 1153    | Nomeado ao Locus Award, 1991                                |
| Six Stories                                                  | 1997                  | 199     | Edição limitada (1100 cópias)                               |
| The Dark Tower: The Gunslinger: Revised and Expanded Edition | 1 de julho de 2003    | 256     |                                                             |
| Stephen King Goes to the Movies                              | 20 de janeiro de 2009 | 592     | Contém cinco contos coletados anteriormente.                |
| American Vampire                                             | Março de 2010         | 200     | Escrito com Scott Snyder e ilustrado por Rafael Albuquerque |
| Blockade Billy                                               | 20 de abril de 2010   | 112     |                                                             |
| Guns                                                         | 25 de janeiro de 2013 | 25      | Ensaio não fictício                                         |
| Ghost Brothers of Darkland County                            | 4 de junho de 2013    | 110     |                                                             |